# Балада про відьомську дорогу
«Бала́да про відьо́мську дорогу́» (англ. The Ballad of the Witches' Road) — пісня з телесеріалу Marvel Studios Disney+ «Це все Аґата», написана композиторами Крістен Андерсон-Лопез і Робертом Лопезом. У мінісеріалі було використано вісім версій пісні. Основна версія пісні називається Sacred Chant Version. 

## Передумови та виробництво
У січні 2023 року Кетрін Ган натякнула, що серіал включатиме оригінальні пісні, схожі на ті, що представлені у «ВандаВіжен» наприклад «Увесь час Аґата».  У березні Крістоф Бек повідомив, що повернеться з «ВандаВіжен», щоб написати музику для серіалу.  Наступного місяця стало відомо, що Крістен Андерсон-Лопез і Роберт Лопез написали оригінальні пісні для серіалу, також повернувшись із «ВандаВіжен». Ган виконує роль головного вокаліста в деяких піснях, а інші актори-відьми, такі як Патті ЛуПоне, виступають у ролі фонових співаків. Джек Шеффер хотіла працювати з композиторами, щоб знайти спосіб вплести будь-які пісні, які вони придумали, у розповідь серіалу.  Одна з їхніх пісень, «Балада про відьомську дорогу», стала старовинною мелодією в серіалі, яку знають усі відьми. У вересні 2024 року стало відомо, що Майкл Параскевас написав музику з Беком після того, як раніше вони працювали разом у серіалі «Соколине око» (2021).

## Історія випусків і версії
Версія True Crime і версія Sacred Chant Version були випущені 19 вересня 2024 року як частина Songs from Agatha All Along (Епізоди 1 & 2). Версія Лорни Ву та кавер-версія були випущені 3 жовтня 2024 року як частина Songs from Agatha All Along (Епізод 4). Версія Score разом із версіями True Crime, Sacred Chant, Lorna Wu's і Cover були випущені разом 11 жовтня як частина Agatha All Along: Vol. 1 (Епізоди 1–5) (Оригінальний саундтрек).  The Pop Version від Japanese Breakfast вийшла 17 жовтня.  The Nicky's Version і Agatha Through Time Version були випущені 31 жовтня як частина Songs from Agatha All Along (Епізод 9). Версії Nicky's, Agatha Through Time і Pop були випущені разом 1 листопада 2024 року як частина Agatha All Along: Vol. 2 (Епізоди 6–9) (Оригінальний саундтрек). Усі 8 версій пісні були представлені на стороні А саундтреку вінілу під назвою Music from Agatha All Along, випущеного 30 жовтня 2024 року.

### Версія «True Crime»
Версія «True Crime» була показана в першому епізоді «Це все Аґата» під назвою «Seekest Thou the Road». Це була тематична пісня для вигаданого кримінального телесеріалу під назвою «Аґнес з Веств'ю», у якому відьма Аґата Гаркнесс була захоплена магічними чарами Ванди Максимової / Багряної відьми в містечку Веств'ю, штат Нью-Джерсі (2021).

### Версія «Sacred Chant»
Версія «Sacred Chant» була показана у другому епізоді «Це все Аґата» під назвою « Коло, зшите долею / Розблокуй свої приховані ворота ». Її заспівали Агата та її новоспечений ковен, під час якого Біллі Максимофф несвідомо створив Дорогу відьом, доступ до якої можна отримати через двері в підвалі Агати в її будинку у Веств’ю. 

### Версія Лорни Ву
Версія Лорни Ву була показана в четвертому епізоді «Це все Аґата» під назвою «If I Can't Reach You / Let My Song Teach You». Її заспівала персонаж Лорна Ву, мати Еліс Ву-Ґуллівер, учасниці ковену Аґати.

### Кавер
Кавер-версія була показана в четвертому епізоді «Це все Аґата» під назвою «If I Can't Reach You / Let My Song Teach You». Її заспівав ковен Аґати під час випробування Еліс як кавер на версію Лорни Ву.

### Версія «Score»
Версія «Score» була показана у другому епізоді «Це все Аґата» під назвою «Circle Sewn with Fate / Unlock Thy Hidden Gate» і була створена Крістофом Беком і Майклом Параскевасом. У фінальній сцені звучить партитура, коли ковен дивиться вперед і йде стежкою Відьомської дороги після того, як увійшов у двері та ледве втік від Салемської сімки.

### Версія Ніка
Версія Ніка була показана у фіналі «Це все Аґата» під назвою «Maiden Mother Crone». Це була початкова версія пісні, розроблена Аґатою разом зі своїм сином Ніколасом Скретчем у 1750-х роках.

### Версія «Agatha Through Time»
Версія Agatha Through Time була показана у фіналі «Це все Аґата» під назвою «Maiden Mother Crone». Це була версія пісні, яку Аґата продовжила після смерті свого сина, яку вона використовувала, щоб обманювати інших відьом, спонукаючи їх співати пісню як частину ритуалу, щоб відкрити двері на Відьомську дорогу, аби вбивати відьом у процесі. Зрештою Аґата стала єдиною відомою людиною, яка вижила на вигаданій Дорозі відьом.

### Поп-версія
Поп-версія у виконанні Japanese Breakfast була представлена в титрах фіналу «Це все Аґата» під назвою «Maiden Mother Crone». 

## Чарти
Версія «Sacred Chant» дебютувала на двадцять другому місці в чарті Billboard Digital Song Sales за тиждень, починаючи з 5 жовтня 2024 року.
| Чарт (2024)                  | Найвища позиція |
| ---------------------------- | --------------- |
| UK Singles (OCC)             | 45              |
| US Digital Songs (Billboard) | 22              |